# Hoofdklasse schaken 1980/81
In het Hoofdklasse-seizoen 1980/81 werd gestreden door tien teams van schaakverenigingen om het clubkampioenschap van Nederland. Desisco/Watergraafsmeer werd voor zesde keer in zijn historie landskampioen. De Amsterdamse club onderbrak daarmee de zegereeks van Volmac Rotterdam, dat in de vier voorgaande seizoenen kampioen werd. Dit zou het laatste kampioenschap zijn voor de Amsterdamse schaakclub.  

## Competitieverloop
Vanuit de Eerste Klasse waren Schaakclub Utrecht en het Leidsch Schaakgenootschap gepromoveerd. Eerstgenoemde zou met een vierde plaats een goede prestatie leveren, laatstgenoemde kon zich niet staande houden op het hoogste niveau en eindigde op de laatste plaats, wat degradatie betekende. Opvallend was de negende plaats voor Eindhoven, dat in het seizoen 1979/80 nog op de tweede plaats eindigde.

## Eindstand en kruistabel
| #   | Team                                              | MP | BP  | 1. | 2. | 3. | 4. | 5. | 6. | 7. | 8. | 9. | 10. |
| --- | ------------------------------------------------- | -- | --- | -- | -- | -- | -- | -- | -- | -- | -- | -- | --- |
| 1.  | Desisco/Watergraafsmeer                           | 16 | 58½ | -- | 5  | 7½ | 7½ | 8  | 6½ | 4½ | 8½ | 7  | 9   |
| 2.  | Volmac Rotterdam (M)                              | 16 | 56  | 5  | -- | 7  | 4  | 5  | 5½ | 7  | 7½ | 7½ | 5½  |
| 3.  | Philidor Leeuwarden                               | 14 | 54  | 2½ | 3  | -- | 6½ | 5½ | 7  | 7½ | 7  | 7½ | 7   |
| 4.  | CVI/Utrecht (P)                                   | 11 | 50  | 2½ | 6  | 3½ | -- | 6  | 6½ | 6½ | 4½ | 5  | 6½  |
| 5.  | Philidor Leiden                                   | 8  | 46  | 2  | 5  | 4½ | 4  | -- | 7  | 4½ | 8  | 6½ | 7½  |
| 6.  | Bussums Schaakgenootschap                         | 7  | 40½ | 3½ | 4½ | 3  | 3½ | 3  | -- | 7  | 5½ | 7½ | 7½  |
| 7.  | Elsevier/Vereenigd Amsterdamsch Schaakgenootschap | 6  | 39½ | 5½ | 3  | 2½ | 3½ | 5½ | 3  | -- | 7  | 3½ | 5½  |
| 8.  | MEMO                                              | 5  | 36½ | 1½ | 2½ | 3  | 5½ | 2  | 4½ | 3  | -- | 5½ | 7   |
| 9.  | Eindhovense SV                                    | 4  | 40½ | 3  | 2½ | 2½ | 5  | 3½ | 2½ | 6½ | 4½ | -- | 4½  |
| 10. | Leidsch Schaakgenootschap (P)                     | 3  | 28½ | 1  | 4½ | 3  | 3½ | 2½ | 2½ | 4½ | 3  | 5½ | --  |

### Legenda
|     | Clubkampioen van Nederland                   |
|     | Degradatie naar Eerste Klasse                |
| (K) | Kampioen in het seizoen 1979/80              |
| (P) | Gepromoveerd vanuit de Eerste Klasse 1979/80 |

Eerste klasse

1920/21 · 1921/22 · 1922/23 · 1923/24 · 1924/25 · 1925/26 · 1926/27 · 1927/28 · 1928/29 · 1929/30 · 1930/31 · 1931/32 · 1932/33 · 1933/34 · 1934/35 · 1935/36 · 1936/37 · 1937/38 · 1938/39 · 1939/40 · 1940/41 · 1941/42
Hoofdklasse

1942/43 · 1943/44 · 1944/45 · 1945/46 · 1946/47 · 1947/48 · 
1948/49 · 1949/50 · 1950/51 · 1951/52 · 1952/53 · 1953/54 · 1954/55 · 1955/56 · 1956/57 · 1957/58 · 1958/59 · 1959/60 · 1960/61 · 1961/62 · 1962/63 · 1963/64 · 1964/65 · 1965/66 · 1966/67 · 1967/68 · 1968/69 · 1969/70 · 1970/71 · 1971/72 · 1972/73 · 1973/74 · 1974/75 · 1975/76 · 1976/77 · 1977/78 · 1978/79 · 1979/80 · 1980/81 · 1981/82 · 1982/83 · 1983/84 · 1984/85 · 1985/86 · 1986/87 · 1987/88 · 1988/89 · 1990/91 · 1991/92 · 1992/93 · 1993/94 · 1994/95 · 1995/96
Meesterklasse

1996/97 · 1997/98 · 1998/99 · 1999/00 · 2000/01 · 2001/02 · 2002/03 · 2003/04 · 2004/05 · 2005/06 · 2006/07 · 2007/08 · 2008/09 · 2009/10 · 2010/11 · 2011/12 · 2012/13 · 2013/14 · 2014/15 · 2015/16 · 2016/17 · 2017/18· 2018/19 · 2019/20 · 2020/21 · 2021/22 · 2022/23 · 2023/24 · 2024/25